# Жеровинци
Жеровинци (на словенски: Žerovinci) е село в Словения, Подравски регион, община Ормож. Според Националната статистическа служба на Република Словения през 2015 г. селото има 273 жители.